# كيفن نوكس
كيفن نوكس (11 أغسطس 1999 في الولايات المتحدة - ) (بالإنجليزية: Kevin Knox)‏ هو لاعب كرة سلة أمريكي في مركز هجوم صغير الجسم. لعب مع نيويورك نيكس وكنتاكي وايلد كاتس ‏.

## وصلات خارجية
- كيفن نوكس على موقع الاتحاد الدولي لكرة السلة (الإنجليزية)
- كيفن نوكس على موقع إن بي أي (الإنجليزية)
- كيفن نوكس على موقع سبورتس رفرنس (الإنجليزية)
- كيفن نوكس على موقع كرة السلة الأوروبية.كوم (الإنجليزية)
- كيفن نوكس على موقع إي إس بي إن.كوم (الإنجليزية)
- كيفن نوكس على موقع كلية كرة السلة في سبورتس رفرنس.كوم (الإنجليزية)
- كيفن نوكس على موقع ريلجم (الإنجليزية)
- كيفن نوكس على موقع بروبوليرز (الإنجليزية)
- كيفن نوكس على موقع سبورتس رفرنس (الإنجليزية)